# Óttarr Proppé

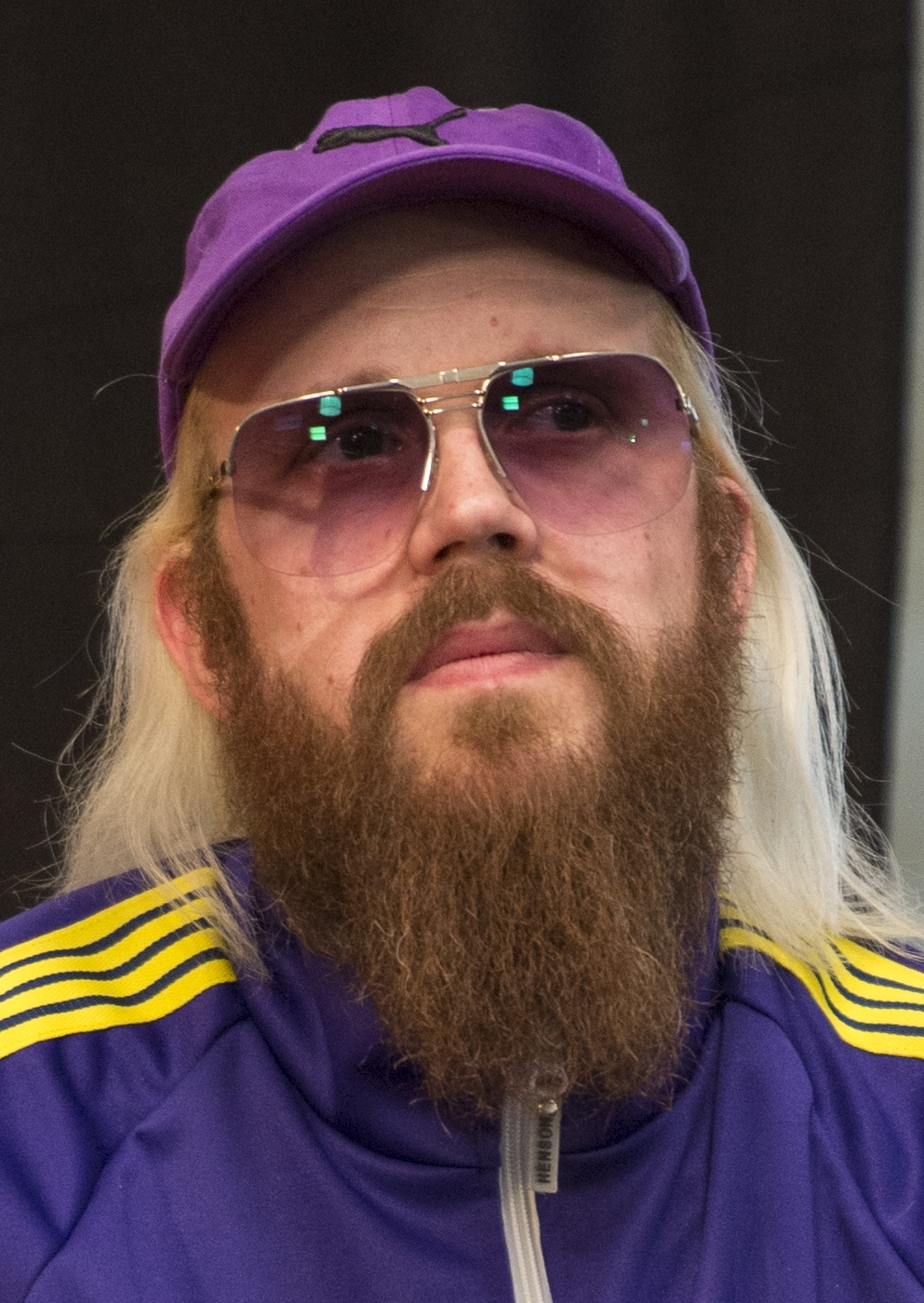
Óttarr Proppé beim Eurovision Song Contest 2014

Óttarr Proppé (* 7. November 1968 in Reykjavík) ist ein isländischer Politiker (Björt framtíð), Musiker und Schauspieler. Er war als einer von zwei Ministern des isländischen Wohlfahrtsministeriums Gesundheitsminister im Kabinett Bjarni Benediktsson (2017).

## Werdegang
Nach seinem Schulabschluss an der Pennridge High School in Perkasie, Pennsylvania, arbeitete Óttarr von 1987 bis 2010 in verschiedenen isländischen Buchhandlungen. Als Musiker und Songwriter war er unter anderem in den isländischen Rock- und Punk-Bands HAM, Dr. Spock und Rass tätig. Er trat in einer Hauptrolle im Spielfilm Óskabörn þjóðarinnar sowie in kleineren Rollen in Sódóma Reykjavík und Nói Albínói auf. Seit 2008 gehört er dem Vorstand der isländischen Verwertungsgesellschaft für die Rechte von Musikurhebern STEF an.
Seit 2010 war Óttarr im Vorstand der lokal in Reykjavík aktiven Partei Besti flokkurinn, für die er von 2010 bis 2013 dem Stadtrat von Reykjavík angehörte. Auf nationaler Ebene gehört er seit 2012 dem Vorstand von Björt framtíð an und war seit der isländischen Parlamentswahl vom 27. April 2013 Abgeordneter des isländischen Parlaments Althing für den Wahlkreis Reykjavík-Süd. Er gehörte dem Parlamentsausschuss für auswärtige Angelegenheiten sowie dem gemeinsamen parlamentarischen Komitee EU-Island an und stand von 2013 bis 2015 an sechster Stelle der Parlaments-Vizepräsidentschaft des Althing. Von 2015 bis 2017 war er Parteivorsitzender von Björt framtíð. Seit dem 11. Januar 2017 war er als Nachfolger von Kristján Þór Júlíusson Gesundheitsminister im Kabinett Bjarni Benediktsson (2017), das aus Mitgliedern der Unabhängigkeitspartei sowie von Viðreisn und Óttarrs Partei Björt framtíð bestand.
Bei der Parlamentswahl vom 28. Oktober 2017 konnte Björt framtíð keine Sitze im Althing mehr erringen, womit auch Óttarr Proppé seinen Parlamentssitz verlor.
Beim Eurovision Song Contest 2014 trat Óttarr Proppé als Backgroundsänger für die Band Pollapönk auf. Parlamentspräsident Einar K. Guðfinnsson gratulierte der Band im Althing unter besonderer Erwähnung Óttarrs.